# Річард Теодор Елі
Річард Теодор Елі (англ. Richard Theodore Ely; 13 квітня 1854, Ріплі, штат Нью-Йорк — †4 жовтня 1943, м. Олд-Лайм, штат Коннектикут) — американський економіст, співзасновник і шостий президент Американської економічної асоціації.

## Біографія

### Ранні роки
Річард Теодор Елі народився 13 квітня 1854 року в Ріплі, штат Нью-Йорк. Він — старший з трьох дітей Езри Стерлінг і Гаррієт Гарднер Елі. Незабаром після народження Елі, його сім'я переїхала на ферму площею 90 акрів біля Фредонії, штат Нью-Йорк, де Елі провів наступні 16 років. Батько Елі був інженером, який навчався самостійно, і йому бракувало навичок і знань для успішного господарства, також занадто покладаючись на популярну, іноді помилкову інформацію, яку він отримав від фермерських журналів. Його батьки були пресвітеріантами, але Елі надав перевагу Єпископальній Церкві.

### Освіта та кар'єра
У Колумбійському Університеті в Нью-Йорку Елі отримав ступінь бакалавра, а пізніше було навчання в Гейдельберзькому університеті, де Річард отримав докторський ступінь з економіки. А докторський ступінь в галузі права він отримав в коледжі Хобарта в 1892 році.
У 1881 р. він уже викладав політичну економіку в Університеті Гопкінса в Балтіморі, штат Меріленд, по 1892 роки.
У 1885 році Елі став засновником Американської економічної асоціації, в якій він до 1892 року був секретарем, а в період 1899—1901 був її президентом. Елі також заснував компанію «Lambda Alpha International» 1930 році, завданням якої є заохочення вивчення земельної економіки в університетах. Річард Теодор Елі був також відомий як «Батько земельної економіки».
У квітні 1891 Елі був засновником та першим секретарем Християнського Союзу, організації, що виступає за застосування християнських принципів до соціальних проблем у світі.
З 1892 по 1925 рік Річард був професором політекономії в Університеті Вісконсина у Медісоні а, крім того, він був директором Школи економіки, політичних наук та історії в тому ж університеті. Відомо, що в 1894 році Елі спробували змістити з кафедри за те, що в його викладанні нібито простежувався соціалістичний підтекст, проте спроба ця провалилася.
У 1925 році Елі переїхав до північно-західного університету в Чикаго, де отримав посаду професора економіки. В цьому місті він залишався до свого виходу на пенсію в 1933 році.

### Політичні погляди
Елі вважали радикалом, тому що Елі фактично виступав проти соціалізму. Він стверджував, що соціалізм не потрібний, і "альтернатива соціалізму — наш складний соціально-економічний порядок, який заснований, в основному, на приватну власність ". Він попередив, що належний «баланс між приватним та державним підприємством» «загрожує соціалізмом, з одного боку, і плутократією, з іншого».
Критика соціалізму Елі, зробила його політичною метою самих соціалістів. У своїй книзі 1910 року «Десять сліпих лідерів» Артур Морроу Льюїс визнав, що Елі був «справедливим опонентом», який «багато зробив, щоб отримати слухання для соціалізму серед нерозумних», але стверджував, що він є лише одним із «буржуазних інтелектуалів», які були «недостатньо інтелектуальними, щоб зрозуміти природу нашої позиції».
На нього значною мірою вплинув Герберт Спенсер, який віддавав перевагу конкуренції за монополію чи державну власність, з регулюванням «захистити свої переваги» та «пом'якшити його зло». Треба було «підвищити свій моральний і етичний рівень». І хоча Герберт Спенсер вважав, що на вільну конкуренцію найкраще сприяє дерегуляція та менша держава.
Елі підтримував профспілки та виступав проти дитячої праці, як і багато лідерів Прогресивного руху. Елі був близький до євангельського руху, підкреслюючи, що Євангеліє від Христа застосовується до суспільства в цілому, а не тільки для окремих індивідів.
Під час Першої світової війни Елі брав активну участь у створенні громадського руху для допомоги фронту, діючи в рамках організації «League to Enforce Peace». Він же був головою комітету з організації «Win the War Convention», захід якої пройшов в Медісоні в листопаді 1918 року. Політична діяльність Річарда Елі під час Першої світової війни включала його потужну кампанію з виведення сенатора Лафоллета з політики. Попри те, що Роберт Лафоллет був загалом прогресивним у політиці, його недостатня підтримка війни зробила його непридатним для роботи, на думку Річарда Елі, і, таким чином, Елі виступив проти того, щоб його видалили з Сенату Сполучених Штатів і припинили його вплив у політиці штату Вісконсин.

### Смерть і спадщина

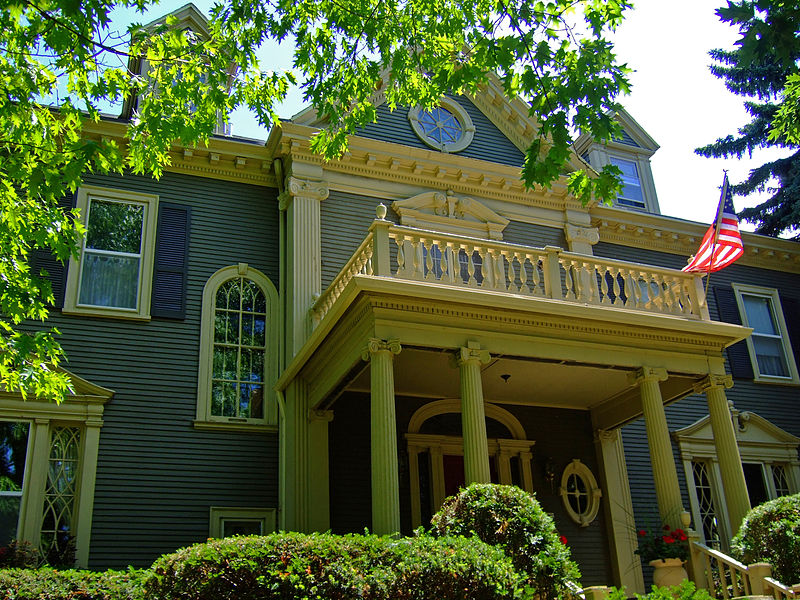
Будинок Річарда Т. Елі в Медісоні, штат Вісконсин

Річард Елі помер в м. Олд Лайм, штат Коннектикут, 4 жовтня 1943 року. Велика частина його багатої бібліотеки була придбана Університетом Луїзіани.
Сьогодні ім'я Річарда Елі в основному згадується, як ім'я безпосереднього батька-засновника Американської економічної асоціації, яка започаткувала в своїй пам'яті щорічну «Лекцію Річарда Т. Елі» в 1960 році, що, на відміну від інших почестей Асоціації, також відкрита для неамериканських економістів.
Тепер його будинок відомий як Річард Т. Елі Хаус, який включено до Національного реєстру історичних місць.